# Robert Nivelle
Robert Georges Nivelle (ur. 15 października 1857 w Tulle, zm. 22 marca 1924 w Paryżu) – generał francuski, dowódca z okresu I wojny światowej.

## Życiorys
Nivelle urodził się w Tulle jako syn Francuza i Angielki. W 1878 absolwent słynnej École polytechnique w Paryżu. Jako młody oficer artylerii służył w Indochinach, Algierii oraz Chinach.
W czasie wybuchu I wojny światowej pułkownik artylerii. Od sierpnia 1914 dowódca artylerii 6 Korpusu, w którym zdobył sławę niszcząc sześć niemieckich baterii w bitwie nad Marną. Od października 1914 generał dywizji, następnie dowódca 2 Armii francuskiej i przejściowo szef sztabu. Dowodząc związkami artylerii odegrał kluczową rolę w powstrzymaniu wielkiej ofensywy niemieckiej w bitwie nad Marną i I bitwie pod Aisne. W 1916 pod dowództwem generała Philippe Pétaina wsławił się w obronie Verdun. Następnie dowódca odcinka Verdun na froncie zachodnim. W październiku i grudniu 1916 współautor ofensyw francuskich, które spowodowały odzyskania utraconych wcześniej fortów Douaumont i Vaux. Rzecznik stosowania zapory ogniowej jako elementu ataku na pozycje nieprzyjaciela. Od grudnia 1916 do kwietnia 1917 szef Sztabu Generalnego, następca Josepha Joffre. Autor tzw. ofensywy Nivelle’a, która na przełomie kwietnia i maja 1917 miała przełamać niemieckie linie obrony między Reims a Soissons. Zakończyła się ona klęską wojsk francuskich. W maju 1917 ustąpił na skutek fiaska francuskiej ofensywy i ogromnych strat w II bitwie pod Aisne. Na stanowisku został zastąpiony przez Philippe’a Pétaina. Od grudnia 1917 dowódca wojsk francuskich w Afryce Północnej. W 1921 przeszedł w stan spoczynku.